# Sychnocotyle kholo
Sychnocotyle kholo är en plattmaskart som beskrevs av Ferguson, Cribb och Lesley R. Smales 1999. Sychnocotyle kholo ingår i släktet Sychnocotyle och familjen Aspidogastridae. Inga underarter finns listade i Catalogue of Life.